# Asella
Asella es una ciudad de Etiopía que pertenece a la región de Oromia. Se encuentra situada a una altitud de 2430 metros sobre el nivel del mar, a 175 km de la capital del país Adís Abeba. Según el censo del año 2007 contaba con una población de 67.269 habitantes, de los cuales 33.826 eran varones y 33.433 mujeres, el 67,43 % pertenecen la Iglesia ortodoxa etíope, el 22.65 son musulmanes y el 8.75% protestantes.
Es la localidad natal del célebre corredor y medallista olímpico Haile Gebrselassie.